# アマトリチャーナ
アマトリチャーナ（イタリア語: amatriciana）は、イタリア料理に使われるパスタソース、あるいはそれを用いたパスタ料理の一種。グアンチャーレ（豚頬肉の塩漬け）、ペコリーノ・ロマーノ（羊乳のチーズ）、トマトを用いる。ローマ方言ではマトリチャーナ（matriciana）と呼ばれる。
ローマの北東約100 kmに位置する山間の町アマトリーチェ（ラツィオ州リエーティ県）が名前の由来である。ローマ料理の代表的なソースであり、イタリアの農業省により、ラツィオ州の伝統食品に認定されている。

## 歴史

### グリーチャ
アマトリチャーナの原型は、グリーチャ（gricia、あるいは griscia）と呼ばれるパスタ料理である。グリーチャは、一般にトマトを使わないアマトリチャーナと見なされている。ただし、グリーチャとアマトリチャーナとの間には、かつても現在も材料に若干の相違がある。
gricia という言葉は、一説に gricio から来ているという。gricioは、19世紀のローマでパンや食料品を売る人々を指して呼んだ言葉で、スイスのグラウビュンデン州（伊: Grigioni）出身者が多かったためにその名があるという。また一説に、アマトリーチェにほど近い Grisciano という集落（アックーモリの分離集落）に由来するともいう。

### トマトソースの登場
トマトソースが発明されたのは18世紀後半のことで、パスタにトマトソースが用いられたことを示す最古の文献は、1790年にローマの料理人 Francesco Leonardi によって書かれた料理手引書 L'Apicio Moderno である。したがって、グリーチャにトマトソースが加わった「アマトリチャーナ」が登場するのはそれ以降と言うことになる。
19世紀後半から20世紀初頭にかけて、「アマトリチャーナ」はローマで大人気を博するようになった。ローマとアマトリーチェには数百年に及ぶ密接な交流の歴史がある。宿屋や食堂にはアマトリーチェ出身者が多く、Matriciano という言葉が「食事つきの宿屋」を意味するほどであった。「アマトリチャーナ」という料理法がどこで生まれたにせよ、ローマの人々に受容され、まもなく「ローマ料理の定番」とみなされるに至った。ローマ方言では特徴的な語頭音消失のために「マトリチャーナ」（matriciana）と呼ぶ。

## バリエーション

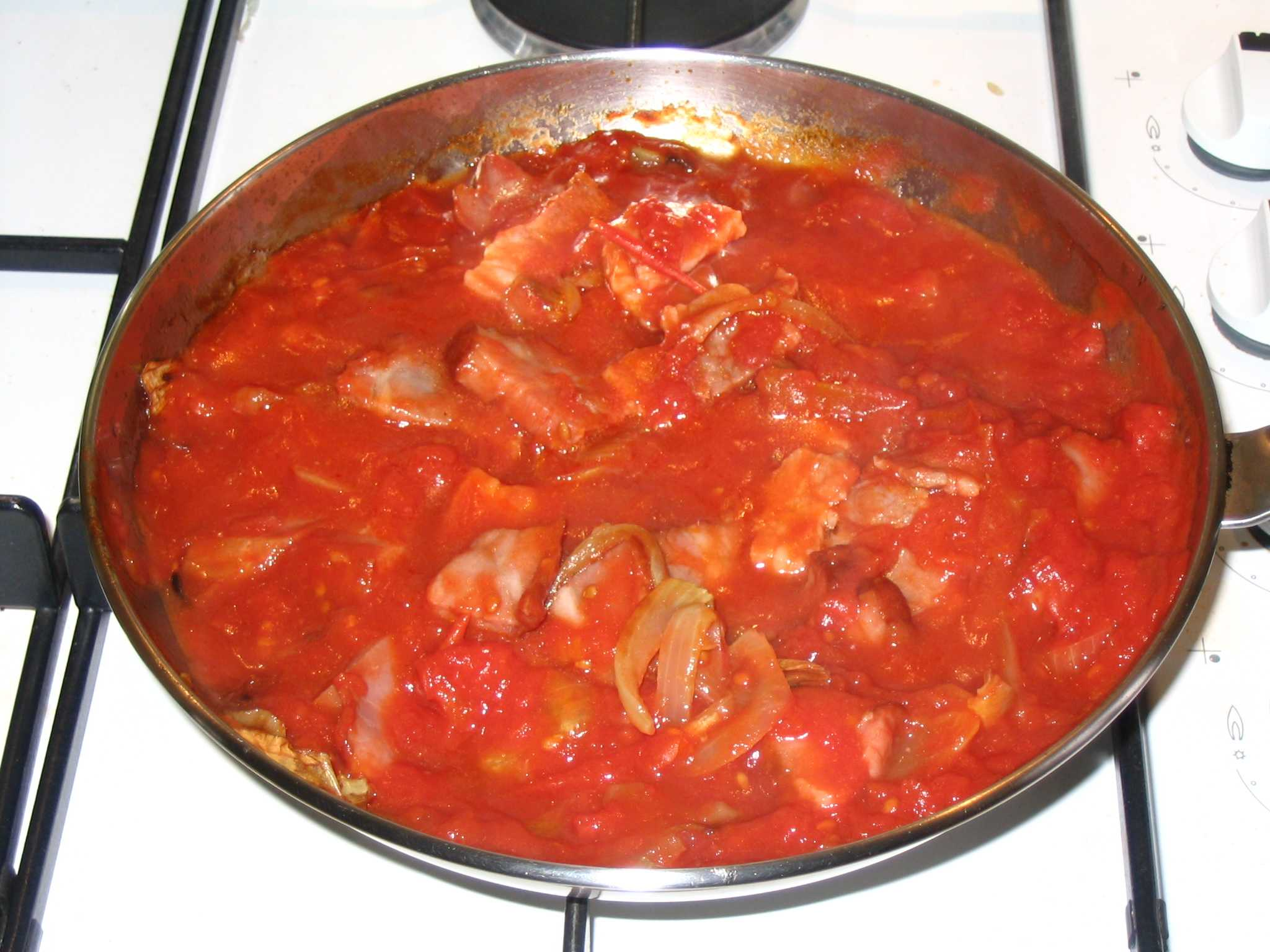
アマトリチャーナのソース

「アマトリチャーナ」はアマトリーチェが起源とされるが、ローマやラツィオ州一帯に広がり、それぞれの地域で「伝統料理」として定着した。このため、アマトリチャーナのレシピには多くのバリエーションがある。
基本的にはグアンチャーレが使われるが、パンチェッタが利用されることもある。
トマトは、Gosetti による「アマトリチャーナ」のレシピには使われていない。トマトの入っていないアマトリチャーナは、アマトリチャーナ・ビアンカ（amatriciana bianca）、アマトリチャーナ・イン・ビアンコ（amatriciana in bianco）、あるいはグリーチャ（gricia）と呼ばれる。これに対して、トマトの入っているものをアマトリチャーナ・ロッサ（amatriciana rossa）と呼ぶ。
タマネギは、アマトリーチェにおけるレシピでは使われていないが、ローマ料理のレシピでは使われている。古い時代に記されたレシピではサラダ油は加えない（グアンチャーレに含まれる脂を利用する）が、通常はオリーブ・オイルが使われ、ラードが使われることもある。
オリーブオイルに揚げたニンニクを含ませることもある。アマトリーチェでのレシピにはペコリーノ・ロマーノ（シビッリーニ山地やモンティ・デッラ・ラガが産地である）が加えられる。黒コショウや、ペペロンチーノ（トウガラシ）を加えるレシピもある。
レストランでは、穴あきロングパスタであるブカティーニ、スパゲッティ、リガトーニなどに合わせて供される。

## パスタの祭典
発祥地のアマトリーチェでは、毎年8月の土日に、アマトリチャーナを振る舞うフェスティバルを開催している。アマトリーチェを襲った地震の影響を受けたが、このフェスティバルは2021年現在再開されている。

## レシピ比較表
| 料理名           | チーズ               | 香辛料   | 肉             | 卵 | 野菜   |
| ---------------- | -------------------- | -------- | -------------- | -- | ------ |
| カチョエペペ     | ペコリーノ・ロマーノ | コショウ |                |    |        |
| グリーチャ       | ペコリーノ・ロマーノ | コショウ | グアンチャーレ |    |        |
| カルボナーラ     | ペコリーノ・ロマーノ | コショウ | グアンチャーレ | 卵 |        |
| アマトリチャーナ | ペコリーノ・ロマーノ | コショウ | グアンチャーレ |    | トマト |

## 文献
- Benedetto Blasi, Vie piazze e ville di Roma nel loro valore storico e topografico, Roma, Libreria di scienze e lettere, 1923.
- Ada Boni, La Cucina Romana, Roma, Newton Compton Editori [1930], 1983.
- Umberto Gnoli, Topografia e toponomastica di Roma medioevale e moderna, Foligno, Edizioni dell'Arquata [1939], 1984.
- Anna Gosetti Della Salda, Le ricette regionali italiane, Milano, Solares, 1967.
- Luigi Carnacina; Buonassisi, Vincenzo, Roma in Cucina, Milano, Giunti Martello, 1975.
- Emilio Faccioli, L'Arte della cucina in Italia, Milano, Einaudi, 1987.
- Livio Jannattoni; Malizia, Giuliano, La Cucina Romana e del Lazio, Roma, Newton Compton, 1998.
- Fernando Ravaro, Dizionario romanesco, Roma, Newton Compton, 2005.